# Litostomatea
Litostomatea es una clase de protistas del filo Ciliophora, dividida en dos subgrupos con rango de subclases. Haptoria incluye a la mayoría de los depredadores, por ejemplo, Didinium, que caza exclusivamente paramecios. Por su parte, Trichostomatia incluye principalmente a endosimbiontes del tracto digestivo de los vertebrados, así como a la especie Balantidium coli, que es el único ciliado parásito de los seres humanos.
Los cilios corporales surgen de monocinétidas, que tienen una disposición ultraestructural característica del grupo. La boca es apical o subapical y en Trichostomatia se localiza en una depresión, o vestíbulo, que contiene cilios somáticos modificados. En un orden, Entodiniomorphida, los cilios están dispuestos en penachos o bandas y pueden estar agrupados, con una apariencia similar a las membranelas o cirros de Spirotrichea (con los cuales se clasificaban antiguamente) y de otros ciliados. Sin embargo, no presentan cilios compuestos verdaderos.
En Haptoria, la boca está rodeada típicamente por un anillo de cilios coronales, que surgen de dicinétidas derivadas de las cinetias corporales anteriores, y por un anillo de extrusomas característicos denominados toxicistos. Estos se descargan en contacto con la presa, penetrándola e inmovilizándola, y comienzan la digestión. En algunas especies, la boca se forma solamente durante la alimentación, eyectándose para asistir a la captura. La citofaringe toma la forma de un tubo recto soportado por barras o nematodesmas que se dilata grandemente durante la ingestión. Esta estructura, que se denomina rabdos, es diferente funcional y estructuralmente de los cirtos encontrados en varias otras clases.

## Galería

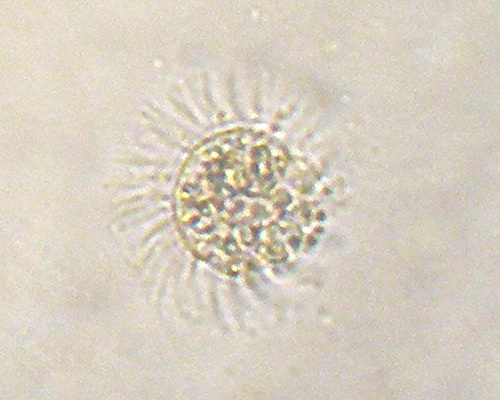
Myrionecta rubra (Cyclotrichida)
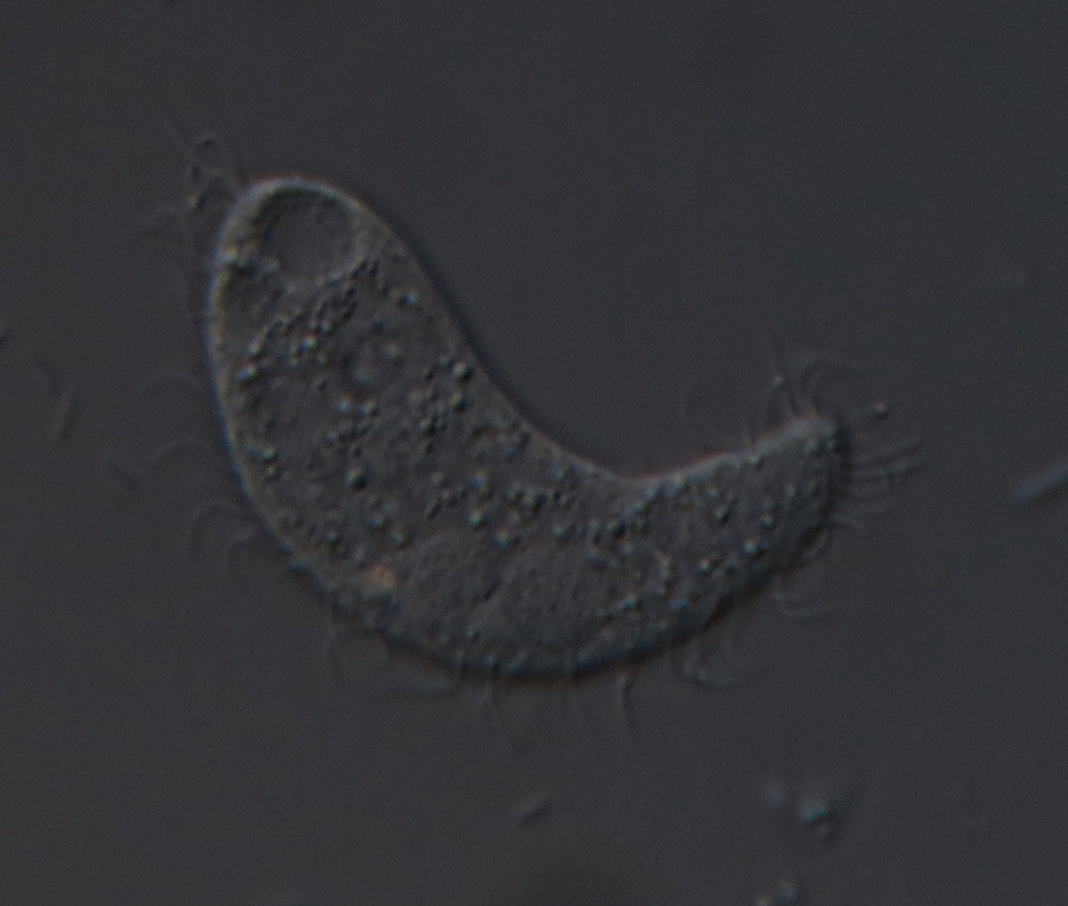
Acineria uncinata (Haptorida)
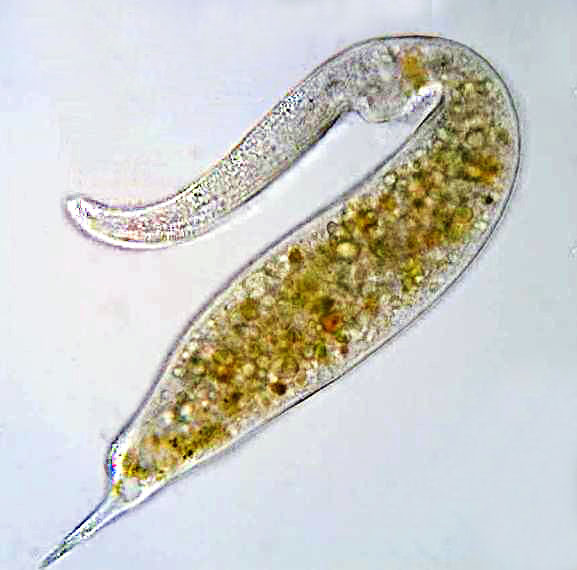
Dileptus (Haptorida)
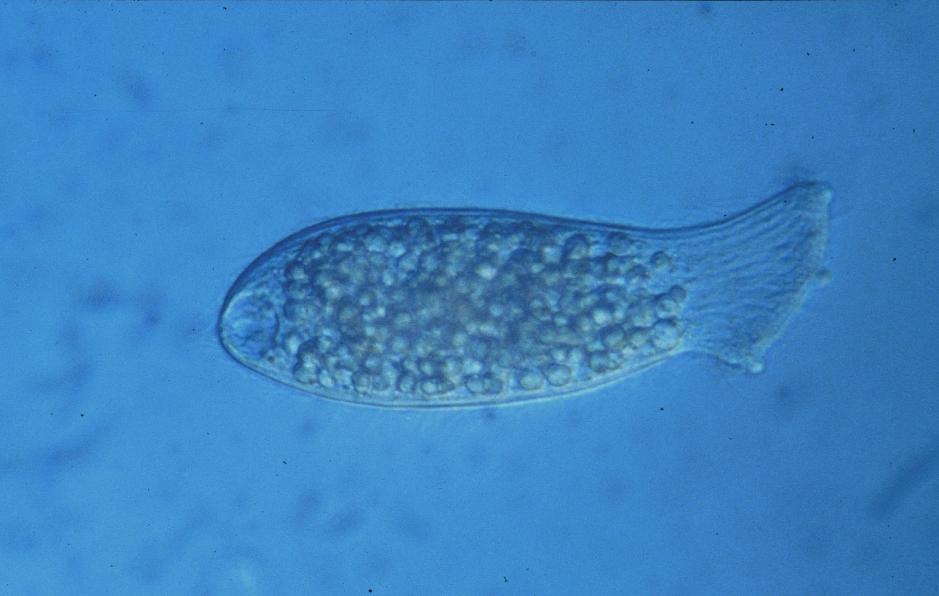
Epispathidium amphoriforme (Haptorida)
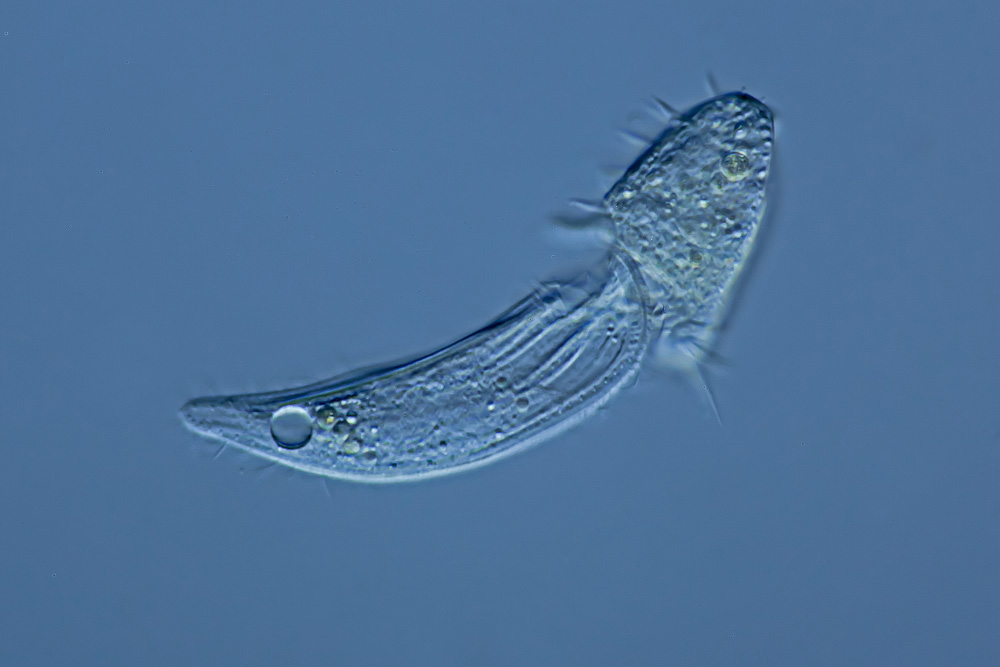
Litonotus (Pleurostomatida)
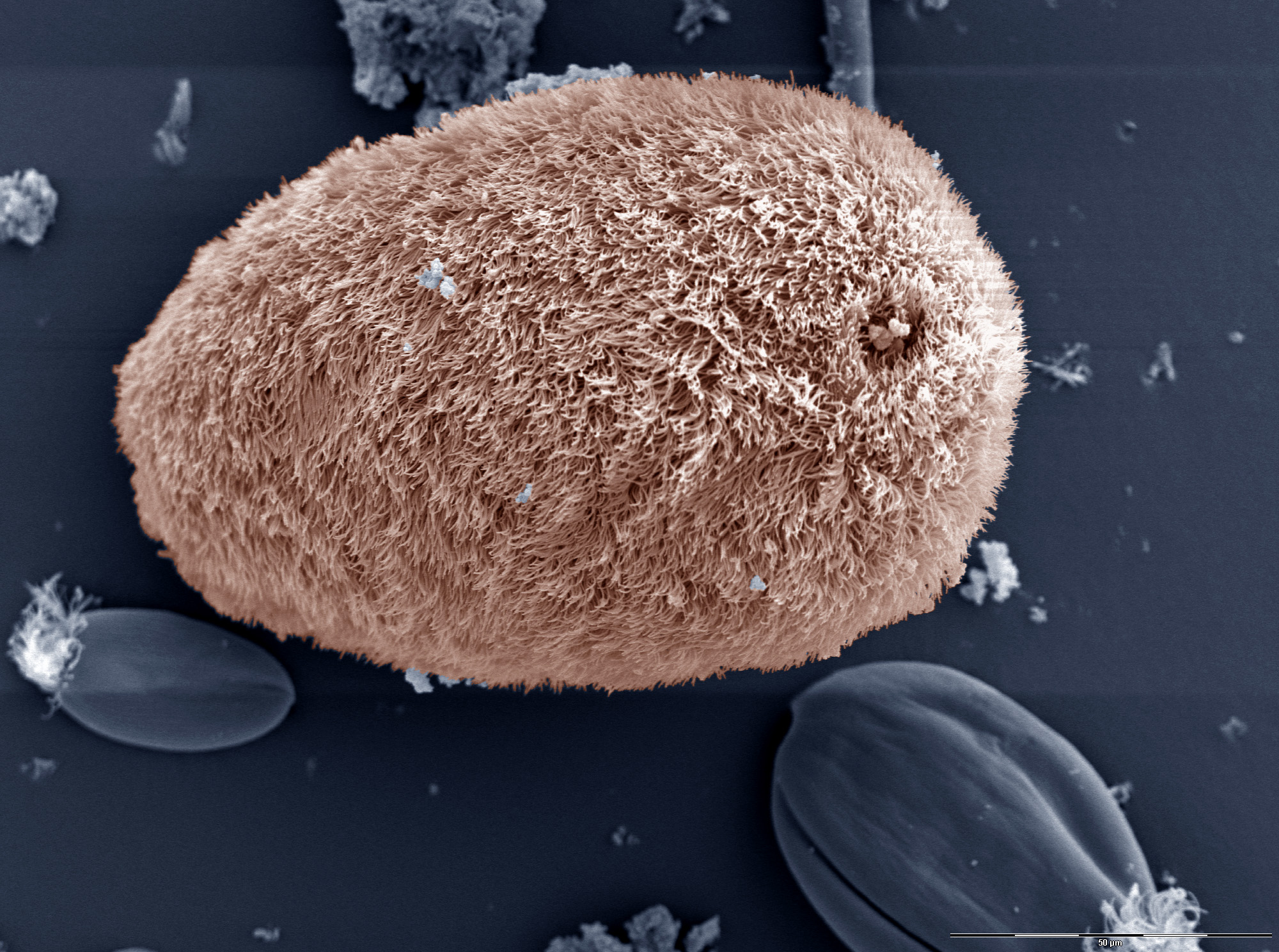
Isotricha intestinalis (Vestibulifera)
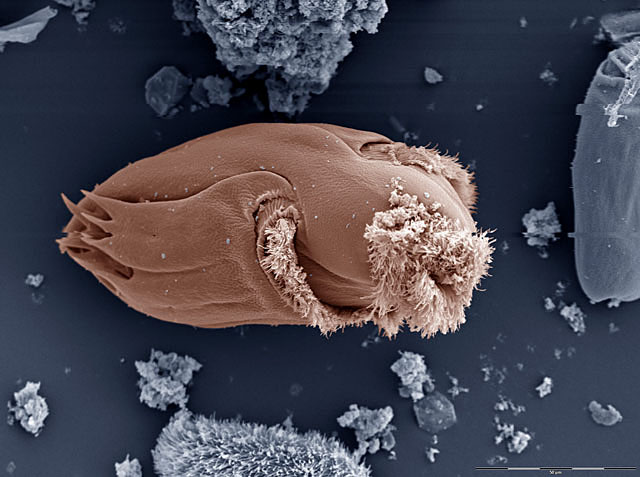
Ophryoscolex (Entodiniomorphida)
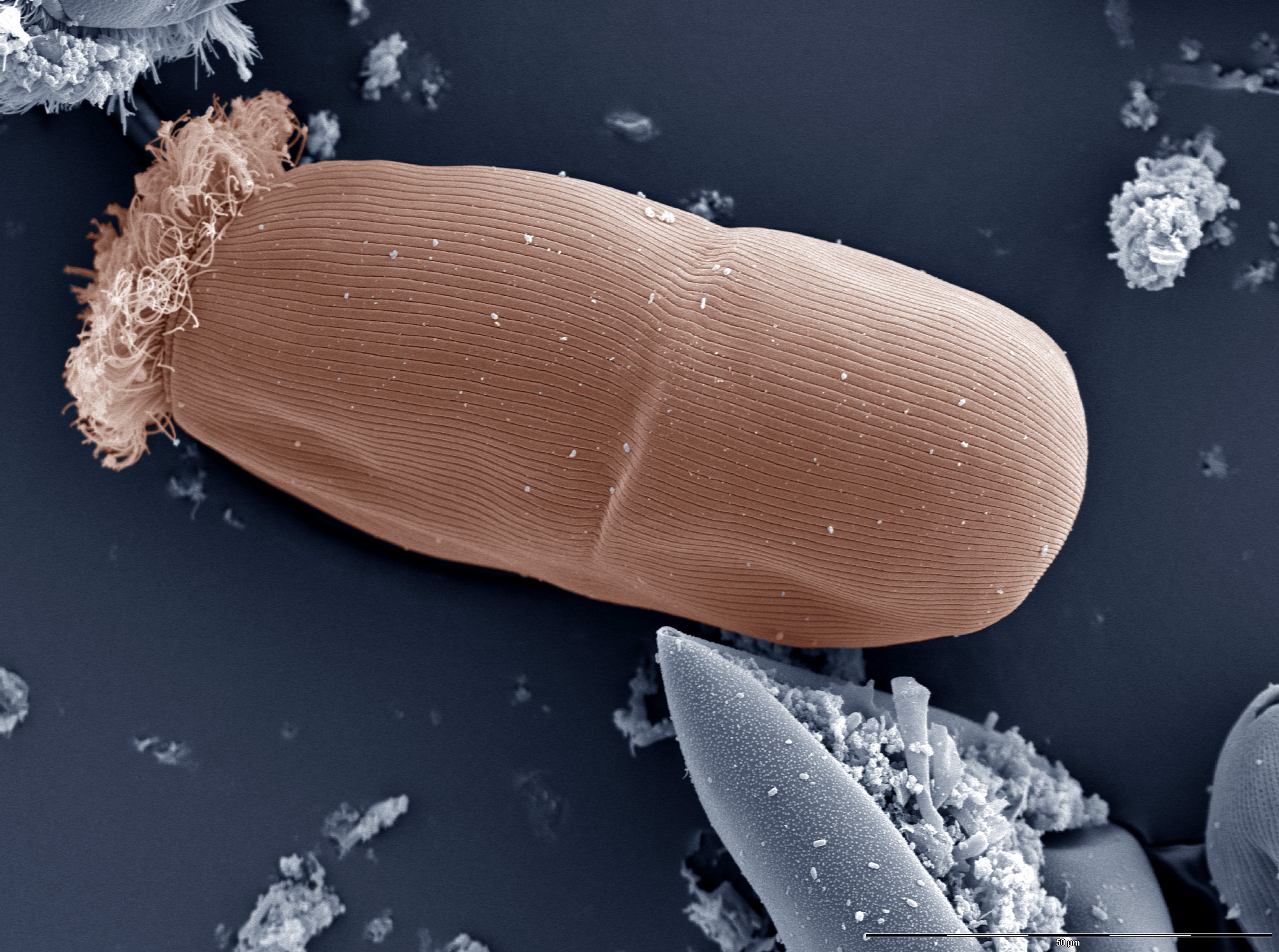
Entodinium (Entodiniomorphida)